# Slimonidae
Slimonidae (o nome derivando do gênero-tipo Slimonia, que é nomeado em honra ao coletor de galês e cirurgião galês Robert Slimon) é uma família de euriptéridos, um grupo extinto de artrópodes aquáticos. Slimonídeos eram membros da superfamília Pterygotioidea e a família mais aparentada com os euriptéridos  pterigotídeos derivados, que são famosos por suas garras quelicerais e grande tamanho. Muitas características de Slimonidae, como seus telsons (a divisão mais posterior de seus corpos) achatados e expandidos, apoiam uma relação próxima entre os dois grupos.
Slimonídeos são definidos como euriptéridos pterigotioides com pernas natatórias semelhantes às do gênero-tipo, Slimonia, e o segundo ao quinto par de apêndices sendo não-espiníferos. A família contém apenas dois gêneros, Slimonia, quase completamente conhecido, e Salteropterus, conhecido apenas pelo telson e pelo metastoma [en] (uma grande placa que faz parte do abdômen).
Ambos os gêneros de slimonídeos preservam telsons achatados e expandidos que terminam em espigões de telson alongados. A descoberta de vários espécimes articulados de Slimonia com os segmentos da cauda preservados em curvas apertadas sugere que os segmentos da cauda eram consideravelmente mais flexíveis do que se pensava anteriormente e teriam sido capazes de um movimento considerável de lado a lado. Ao contrário dos pterigotídeos aparentados, slimonídeos não possuíam garras quelicerais robustas e poderosas e, como tal, esses espigões de telson podem ter sido o armamento primário usado por Slimonia, embora esta teoria seja considerada improvável pelos pesquisadores contemporâneos. O espigão do telson de Salteropterus provavelmente não foi usado como arma e era altamente distinto e diferente do de qualquer outro euriptérido.

## Descrição

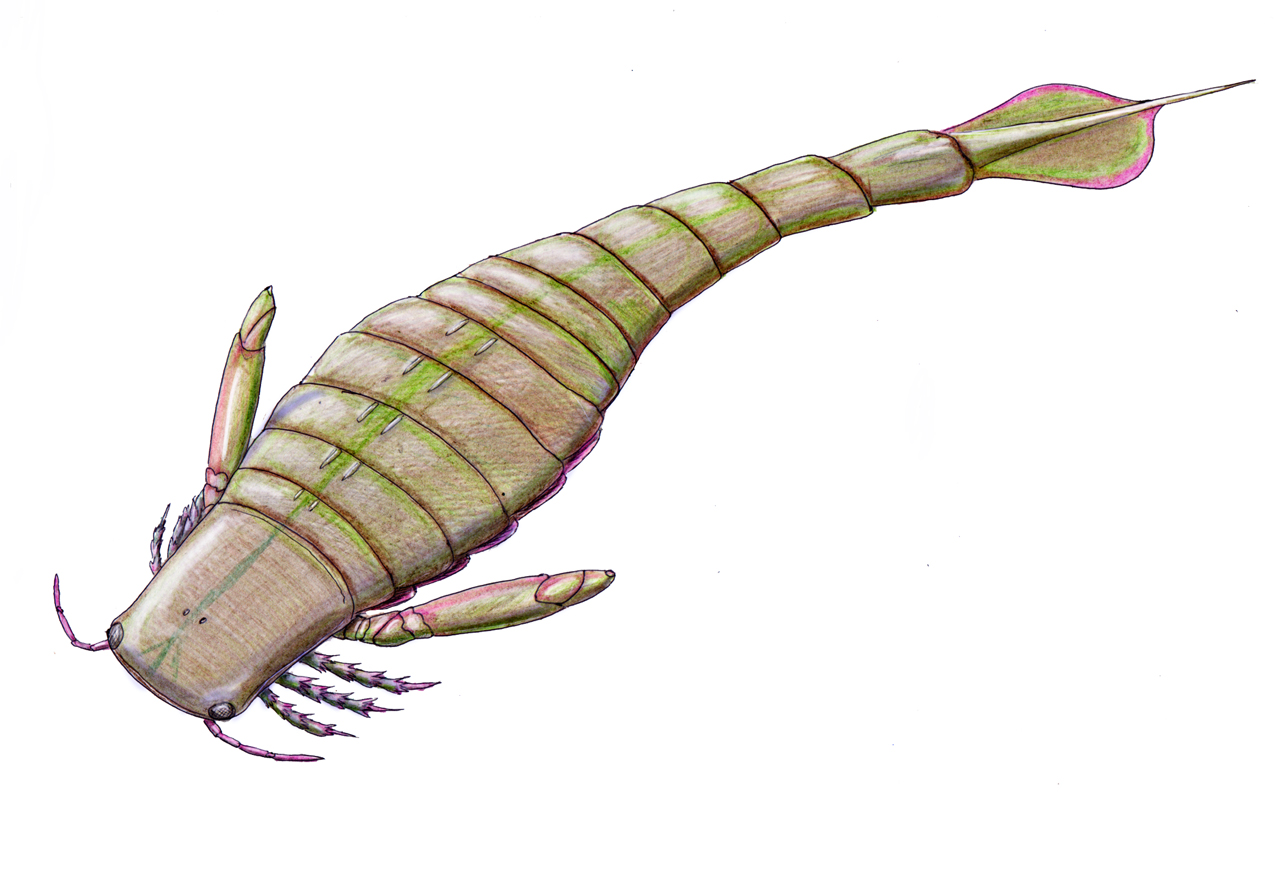
Reconstrução de Slimonia

Os euriptéridos slimonídeos variavam em tamanho de 12 a 100 centímetros de comprimento. A maior espécie era Slimonia acuminata, que também foi o primeiro slimonídeo a ser descrito e é conhecida do início ao mediano do Siluriano de Lesmahagow [en], Escócia.
Como todos os outros quelicerados, e outros artrópodes em geral, os euriptéridos slimonídeos possuíam corpos segmentados e apêndices articulados (membros) cobertos por uma cutícula composta de proteínas e quitina. O corpo do quelicerado é dividido em duas tagmas (seções); o prossoma frontal (cabeça) e o opistossoma posterior (abdômen). Os apêndices estavam ligados ao prossoma e eram caracterizados nos slimonídeos como sendo não-espiníferos (sem espinhos). O telson (a divisão mais posterior do corpo) era expandido e achatado (semelhante aos telsons dos euriptéridos  pterigotídeos mais derivados) e terminava em um espigão de telson fino e alongado. Em Salteropterus, este espigão de telson era ainda mais alongado do que em Slimonia e terminava em uma estrutura trilobada única do gênero.
Embora Slimonia seja muito bem conhecido, o outro gênero da família, Salteropterus, é menos conhecido, com seus fósseis preservando apenas o telson e o metastoma [en] (uma grande placa que faz parte do abdômen). Como tal, é difícil estabelecer exatamente quais traços distinguem a família como um todo das outras famílias de euriptéridos pterigotioides (Pterygotidae e Hughmilleriidae), embora vários traços definidores de Slimonia sejam conhecidos. Muitos dos traços únicos de Slimonia são encontrados na carapaça (a "cabeça"), que não é conhecida em Salteropterus. Entre estes está a forma quadrada da própria carapaça e a posição dos olhos compostos nos cantos frontais. Embora fossem parentes próximos, Slimonidae tinham quelíceras (apêndices frontais) pequenas e não desenvolvidas em comparação com Pterygotidae, que possuíam garras quelicerais bem desenvolvidas e poderosas.

## História da pesquisa
A espécie-tipo de Slimonia, Slimonia acuminata, foi descrita pela primeira vez como uma espécie de Pterygotus, Pterygotus acuminata, por John William Salter [en] em 1856, com base em fósseis que haviam sido descobertos em Lesmahagow [en], Escócia. No mesmo ano, David Page [en] erigiu um novo gênero para conter a espécie, pois várias características distintas tornavam a espécie consideravelmente diferente de outras espécies conhecidas de Pterygotus, entre elas a forma da carapaça e o fato de Pterygotus acuminata não possuir as grandes garras quelicerais, que de outra forma eram características de Pterygotus. O gênero foi nomeado Slimonia em homenagem a Robert Slimon, honrando o coletor de fósseis e cirurgião galês que foi o primeiro a descobrir fósseis de euriptéridos em Lesmahagow.
No final do século XIX e início do século XX, novos espécimes foram descobertos de uma espécie anteriormente fragmentária de Eurypterus, Eurypterus abbreviatus, em Herefordshire, Inglaterra. Um desses espécimes, BGS GSM Zf-2864 (descoberto em 1939), revelou um telson muito distinto e características semelhantes a Slimonia (como os últimos três segmentos opistossomais afilando de maneira semelhante a Slimonia), o que sugeria uma relação próxima entre esta espécie e Slimonia.
A família Slimonidae foi erigida como um táxon por Nestor Ivanovich Novojilov [en] em 1962 para conter o gênero Slimonia, que foi considerado suficientemente distinto dos gêneros alojados em sua família anterior, a Hughmilleriidae. Depois que várias características foram notadas que sugeriam uma relação próxima entre Salteropterus e Slimonia (particularmente semelhanças nos segmentos abdominais), Salteropterus foi finalmente classificado como um slimonídeo em 1989 por Victor P. Tollerton.

## Paleobiologia
O telson grande e achatado de Slimonia (também é achatado em Salteropterus, mas não na extensão total do de Slimonia) é distinto e compartilhado apenas com os euriptéridos pterigotídeos e com o hibbertoptérido [en] derivado Hibbertopterus e o  micteroptídeo Hastimima [en], onde um telson achatado evoluiu convergentemente.
A função desses telsons especializados tem sido historicamente controversa e disputada, e embora o estudo tenha se concentrado principalmente nos telsons dentro de Pterygotidae, a semelhança entre o telson de Slimonia e seus parentes próximos significaria que a função provavelmente teria sido semelhante. Foi hipotetizado que os pterigotídeos se moviam ondulando todo o opistossoma (a grande seção posterior do corpo) movendo as placas abdominais, de modo que tais ondulações do opistossoma e do telson teriam agido como o método propulsor do animal, tornando inúteis as pernas natatórias usadas por outros grupos de euriptéridos. Evidências fósseis contradizem tal hipótese, no entanto, pois os corpos dos euriptéridos eram rígidos dorsalmente (para cima e para baixo) e não preservam evidência de qualquer tipo de afilamento ou outro mecanismo que teria aumentado a flexibilidade. Qualquer flexão do corpo exigiria contrações musculares, mas nenhum apodema importante (cristas internas do exoesqueleto que suportam inserções musculares) ou quaisquer cicatrizes musculares indicativas de grandes músculos opistossomais foram encontrados. Em vez disso, a propulsão era provavelmente gerada pelo sexto par de apêndices, as pernas natatórias usadas por outros euriptéridos Eurypterina [en].
Embora rígido dorsalmente, evidências fósseis sugerem que Slimonia era muito flexível lateralmente (de um lado para o outro). Um espécime de Slimonia acuminata da formação Patrick Burn [en] da Escócia preserva uma série completa e articulada de segmentos telsonais, pós-abdominais e pré-abdominais. No espécime, a "cauda" está dobrada a um grau considerável nunca antes visto em qualquer euriptérido. Capaz de dobrar sua cauda de um lado para o outro, teorizou-se que a cauda pode ter sido usada como arma. O espigão do telson, serrilhado nas laterais e excedendo o telson achatado em comprimento, termina em uma ponta afiada e provavelmente teria sido capaz de perfurar presas. Em pterigotídeos, é provável que as garras quelicerais tenham substituído os espigões do telson como armamento, já que os espigões do telson dessa família são relativamente mais curtos do que os de Slimonidae. No entanto, esta teoria provou ser errônea, pois o espécime fóssil em questão era uma muda, em vez de uma carcaça real, e mostrava sinais aparentes de desarticulação.
O telson de Salteropterus é muito distinto e, embora sua função permaneça desconhecida (possivelmente usado para equilíbrio adicional), provavelmente não foi usado como arma da mesma forma que o telson de Slimonia. A porção achatada é trigonal e menor que a de Slimonia, mas o espigão do telson é muito mais longo, formando algo semelhante a uma haste com nós ao longo dela e terminando em um órgão trilobado nunca visto em nenhum outro euriptérido.

## Classificação

Comparação do tamanho dos dois gêneros da família Slimonidae

Euriptéridos slimonídeos são classificados como parte da superfamília Pterygotioidea, dentro da infraordem Diploperculata [en] e subordem Eurypterina [en]. Slimonidae é frequentemente interpretado como um táxon-irmão (o grupo mais aparentado) de Pterygotidae. A outra família de Pterygotoidea, Hughmilleriidae, também foi interpretada como o táxon-irmão mais próximo dos pterigotídeos. A descoberta de  Ciurcopterus, atualmente o pterigotídeo mais primitivo conhecido, permitiu aos pesquisadores estudar suas características, que mostraram que o pterigotídeo primitivo combinava características de membros mais derivados de sua própria família e de Slimonia. Em particular, os apêndices semelhantes compartilhados entre os dois gêneros sugeriram que Slimonidae era o grupo mais aparentado com Pterygotidae. Euriptéridos hughmilleriídeos são, portanto, vistos como um grupo mais basal do que slimonídeos e pterigotídeos.
O cladograma abaixo é baseado nas conclusões tiradas por O. Erik Tetlie (2004) sobre as posições filogenéticas de  Herefordopterus, Salteropterus e Pterygotioidea em geral, após suas redescrições de vários euriptéridos de Herefordshire, Inglaterra. A falta parcial de espinhos nos apêndices de ambos os gêneros de slimonídeos os une como um grupo e mostra que eles são mais derivados do que hughmilleriídeos, nos quais os espinhos aparecem em quatro a cinco de seus podômeros [en] (segmentos da perna).
| Slimonidae | \| \| Slimonia \| \| \| \| \| \| Salteropterus \| \| \| \| |
|            | \| \| Slimonia \| \| \| \| \| \| Salteropterus \| \| \| \| |
|            | Pterygotidae                                               |
|            |                                                            |
|            | Slimonia                                                   |
|            |                                                            |
|            | Salteropterus                                              |
|            |                                                            |

|  | Slimonia      |
|  |               |
|  | Salteropterus |
|  |               |

| Slimonidae | \| \| Slimonia \| \| \| \| \| \| Salteropterus \| \| \| \| |
|            | \| \| Slimonia \| \| \| \| \| \| Salteropterus \| \| \| \| |
|            | Pterygotidae                                               |
|            |                                                            |
|            | Slimonia                                                   |
|            |                                                            |
|            | Salteropterus                                              |
|            |                                                            |

|  | Slimonia      |
|  |               |
|  | Salteropterus |
|  |               |

| Slimonidae | \| \| Slimonia \| \| \| \| \| \| Salteropterus \| \| \| \| |
|            | \| \| Slimonia \| \| \| \| \| \| Salteropterus \| \| \| \| |
|            | Pterygotidae                                               |
|            |                                                            |
|            | Slimonia                                                   |
|            |                                                            |
|            | Salteropterus                                              |
|            |                                                            |

|  | Slimonia      |
|  |               |
|  | Salteropterus |
|  |               |

| Slimonidae | \| \| Slimonia \| \| \| \| \| \| Salteropterus \| \| \| \| |
|            | \| \| Slimonia \| \| \| \| \| \| Salteropterus \| \| \| \| |
|            | Pterygotidae                                               |
|            |                                                            |
|            | Slimonia                                                   |
|            |                                                            |
|            | Salteropterus                                              |
|            |                                                            |

|  | Slimonia      |
|  |               |
|  | Salteropterus |
|  |               |